# 形方氏
形方氏，《周禮》中所記載周朝官名，掌制诸侯疆域，實際是否實行於周朝則不確定。《周礼》:周官曰：形方氏掌制邦国之地域，而正其封疆，无华离之地。